# 貝爾鎮區 (北達科他州赫廷傑縣)
貝爾鎮區（英語：Baer Township）是位於美國北達科他州赫廷傑縣的一個鎮區。

## 地方資料
貝爾鎮區的面積為83.87平方千米，當中陸地面積為83.65平方千米，而水域面積為0.22平方千米。根據2020年美國人口普查的數據，當地共有人口19人，而人口密度為每平方千米0.23人。